# هاني رمزي (ممثل)
هاني عادل  رمزي حنا (26 أكتوبر 1964 -)، ممثل مصري.
ولد في محافظة المنيا مدينة بني مزار

## عن حياته
ولد هاني رمزي في الاسكندرية، مدينة والدته. عاش فترة الدراسة في بني مزار، محافظة المنيا. درس في كلية التجارة جامعة القاهرة ثم انضم الي معهد الفنون المسرحية. بدايته كانت مع وحيد سيف في مسرحية انا عايزه مليونير تأليف الكاتب المسرحي يسري الابياري وبعدها شارك محمد صبحي في مسرحية تخاريف ووجهة نظر، كما شارك في عدد من الأدوار ومن ثم قام ببطولة مجموعة من الأفلام.
هاني عادل رمزي ولد لأب يعمل محاميا. متزوج من مواطنة مصرية من أسيوط، هي منى مهاب كامل ولديهما شادي وجيسي.من أهم أعماله الفنية فيلم غبي منه فيه مع الفنان حسن حسني وفيلم محامي خلع مع الفنانة داليا البحيري.

## أعماله الفنية

### الأفلام
- 1990: جواز عرفي
- 1991: جيل آخر زمن
- 1992: فخ الجواسيس
- 1992: حالة اشتباه
- 1994: وجوه للحب
- 1994: سرقوا أم علي
- 1996: ناصر 56
- 1998: صعيدي في الجامعة الأمريكية
- 1999: شوية عيال
- 1999: همام في أمستردام
- 1999: ولا في النية أبقى
- 1999: الحب الأول
- 1999: أشيك واد في روكسي
- 2000: فرقة بنات وبس
- 2001: إتفرج يا سلام
- 2001: رشة جريئة
- 2001: صعيدي رايح جاي
- 2001: جواز بقرار جمهوري
- 2002: محامي خلع
- 2003: عايز حقي
- 2004: غبي منه فيه
- 2005: السيد أبو العربي وصل
- 2006: ظاظا
- 2007: أسد وأربع قطط
- 2007: أحلام الفتى الطايش
- 2008: نمس بوند
- 2010: الرجل الغامض بسلامته
- 2011: سامي أكسيد الكربون
- 2013: توم وجيمي
- 2015: نوم التلات
- 2017: فين قلبي
- 2018: قسطي بيوجعني
- 2005: مارمينا العجايبي

### المسلسلات
- 1989: رحلة فطوطة السحرية
- 1989: دعوة للحياة
- 1989: بنات زينب
- 1990: غريب
- 1992: مبروك ألف مبروك
- 1992: السوق
- 1993: غاضبون وغاضبات
- 1993: السحت
- 1994: وحوش أليفة
- 1994: بوابة الحلواني (ج2)
- 1995: في بيتنا رجل
- 1995: حكايات مجنونة
- 1996: الرجل والليل
- 1997: هوانم جاردن سيتي (ج1)
- 1997: عوضين وإمبراطورية عين
- 1997: بوابة الحلواني (ج3)
- 1997: اللص الذي أحبه
- 1997: التوأم
- 1997: إعترافات عنايات
- 1998: هوانم جاردن سيتي (ج2)
- 1998: اللص والكلاب
- 1998: الضيف الصغير
- 1999: حكيم روحاني حضرتك
- 2000: قلوب عطشى: بيت العلالي
- 2005: مبروك جالك قلق
- 2008: العيادة
- 2009: عصابة بابا وماما
- 2011: عريس دليفرى
- 2012: ابن النظام
- 2013: نظرية الجوافة
- 2013: جوز ماما (ج3)
- 2014: إمبراطورية مين
- 2018: واكلينها والعة (سبع صنايع)
- 2019: أيام العسل
- 2022: القاتل الذى أحبني

### المسلسلات الإذاعية
- 1998: عيلة البرنس
- 1999: لما بابا ينام
- 2003: ولاد النوني
- 2003: شرويت على الإنترنت
- 2004: مبروك جالك قلق
- 2006: تحسين وإخواته المجانين
- 2008: ميمي عربيات
- 2010: لطيف زمانه
- 2015: هن السهن
- 2016: مؤذي الزناتي
- 2019: قمر في سكة سفر

### الرسوم المتحركة
- 1995: حكاية لعبة
- 1999: حكاية لعبة 2
- 2010: رمضونا
- 2013: أمير ورحلة الأساطير

### المسرحيات
- أنا عايزة مليونير
- 1989: تخاريف
- 1989: وجهة نظر
- 1993: ولا في الأحلام
- 1998: ألاباندا
- 1999: عفروتو
- 2003: كده أوكيه
- 2021: أبو العربي في Mission Impossible [3]

### البرامج
- 2010: لقاء مستحيل
- 2012: الليلة مع هاني
- 2015: هبوط اضطراري
- 2016: هاني في الأدغال
- 2017: هاني هز الجبل
- 2019: هاني في الألغام

### الفوازير
- 1997: الحلو ما يكملش

## وصلات خارجية
- هاني رمزي على موقع IMDb (الإنجليزية)
- هاني رمزي على موقع الدهليز
- هاني رمزي على موقع قاعدة بيانات الأفلام العربية
- هاني رمزي على موقع قاعدة بيانات الفيلم (الإنجليزية)